# Mesochorus orientalis
Mesochorus orientalis är en stekelart som först beskrevs av Henry Lorenz Viereck 1912.  Mesochorus orientalis ingår i släktet Mesochorus och familjen brokparasitsteklar. Inga underarter finns listade i Catalogue of Life.